# 緋の十字架
『緋の十字架』（ひのじゅうじか）は、東海テレビ制作により、フジテレビ系列で、2005年10月3日から12月28日まで放送された昼のテレビドラマ。放送時間は、月曜 - 金曜の13:30 - 14:00(JST)。全61話放送。
主演は『牡丹と薔薇』で人気を博した西村和彦。

## あらすじ
時は大東亜戦争。カトリック信者・直哉は身寄りのない盲目の少女・薫を引き取り育てるが、薫は直哉の初恋の人、ゆきえが訳あって生み捨てた娘であった。直哉は薫を盲学校に入れることを拒み、自分の元で教育を行う。薫と直哉の義理の息子・浩一とまるで兄弟のように育つが、妻の悦子はそれを良く思っていなかった。やがて美しく成長し、自分を慕い続ける薫に対し、信仰心と薫への愛に揺れ動くが、とうとう気持ちを抑えきれず関係を持ってしまう。しかし、浩一も薫を思い続けており無理やりに関係を持つのだった。薫は手術によって目が見えるようになると、慕い続けていた直哉が中年男性であったことに幻滅する。絶対音感を持っている薫は大河内家を飛び出し、名前を変えピアノの腕を生かしバーのピアニストとして働いていた。3名は運命に引き寄せられるように再会し、直哉と浩一、悦子と薫との愛憎劇が始まる。
物語は現代近くまで長きに渡って第5部まで展開する。

## キャスト
- 大河内直哉 - 西村和彦
- 五藤詩織（薫） - 佐藤未来→近内里緒→つぐみ
- 五藤ゆきえ（佐野ゆきえ） - 越智静香
- 大河内浩一 - 小林龍二→伊藤拓也→竹財輝之助
- 大河内雅美 - 猪鼻真依→坂口あずさ→岡あゆみ
- 大河内将一 - 四方堂亘
- 五藤隆彦 - 中根徹
- 五藤清香 - 古川理科
- 早川芳人 - 内山森彦
- 椎名徹 - 松永博史
- 大河内佐知子（永井佐知子） - 橘実里
- 永井国雄 - 田付貴彦
- 江上ハツ - 今野ひろみ
- 佐藤昭 - 鐘築建二
- 佐藤房子 - 上坂都子
- 大河内美也子 - 長谷川稀世
- 大河内将造 - 鹿内孝
- 西条悦子（大河内悦子） - 喜多嶋舞

ほか

## スタッフ
- 企画 - 鶴啓二郎（東海テレビ）
- 原作 - アンドレ・ジッド『田園交響楽』
- 脚本 - 中山乃莉子、岩村匡子、梶原恵美
- 広報 - 植木圭一（東海テレビ）、山本聡美（東海テレビ）
- 演出 - 佐藤健光、島崎敏樹、奥村正彦、茂山佳則
- 音楽 - 若草恵
- 主題歌 - 藤井フミヤ 「君が僕を想う夜」（ソニー・ミュージックアソシエイテッドレコーズ）
- 技術協力 - バスク、レモンスタジオ
- プロデューサー - 高村幹、小池唯一、小松貴生
- 制作 - 東海テレビ放送、泉放送制作

## 放送日程
| 第1週  | 第1週      | 第1週          | 第2週  | 第2週      | 第2週          | 第3週  | 第3週      | 第3週          |
| 回     | 放送日     | サブタイトル   | 回     | 放送日     | サブタイトル   | 回     | 放送日     | サブタイトル   |
| ------ | ---------- | -------------- | ------ | ---------- | -------------- | ------ | ---------- | -------------- |
| 第1話  | 2005.10.3  | 運命の再会     |        | 2005.10.10 | 休止           | 第10話 | 2005.10.17 | 運命の少女     |
| 第2話  | 2005.10.4  | 神の教え       | 第6話  | 2005.10.11 | 病室での接吻   | 第11話 | 2005.10.18 | 美しき成長     |
| 第3話  | 2005.10.5  | 暴力からの脱出 | 第7話  | 2005.10.12 | 鎖つきの生活   | 第12話 | 2005.10.19 | ノートの告白   |
| 第4話  | 2005.10.6  | 真実の愛       | 第8話  | 2005.10.13 | 鮮血の一夜     | 第13話 | 2005.10.20 | 思春期の家出   |
| 第5話  | 2005.10.7  | 仕組まれた令状 | 第9話  | 2005.10.14 | 運命の忘れ形見 | 第14話 | 2005.10.21 | 祖父の遺言     |
| 第4週  | 第4週      | 第4週          | 第5週  | 第5週      | 第5週          | 第6週  | 第6週      | 第6週          |
| 回     | 放送日     | サブタイトル   | 回     | 放送日     | サブタイトル   | 回     | 放送日     | サブタイトル   |
| 第15話 | 2005.10.24 | 美しすぎる娘   | 第20話 | 2005.10.31 | 青春の写真     | 第25話 | 2005.11.7  | 芽生えた命     |
| 第16話 | 2005.10.25 | 出生の真実     | 第21話 | 2005.11.1  | 白い肩の傷跡   | 第26話 | 2005.11.8  | イバラの道へ   |
| 第17話 | 2005.10.26 | 禁断の告白     | 第22話 | 2005.11.2  | 運命の母と娘   | 第27話 | 2005.11.9  | 家を捨てた男   |
| 第18話 | 2005.10.27 | 許されぬ純愛   | 第23話 | 2005.11.3  | ゆきえの遺言   | 第28話 | 2005.11.10 | 切れたロザリオ |
| 第19話 | 2005.10.28 | 愛の懺悔…      | 第24話 | 2005.11.4  | 身代りの愛     | 第29話 | 2005.11.11 | 別れる運命     |
| 第7週  | 第7週      | 第7週          | 第8週  | 第8週      | 第8週          | 第9週  | 第9週      | 第9週          |
| 回     | 放送日     | サブタイトル   | 回     | 放送日     | サブタイトル   | 回     | 放送日     | サブタイトル   |
| 第30話 | 2005.11.14 | 奇跡の可能性   | 第35話 | 2005.11.21 | 没落する華族   | 第39話 | 2005.11.28 | 復讐の始まり   |
| 第31話 | 2005.11.15 | 清らかなままで | 第36話 | 2005.11.22 | 変貌した聖女   | 第40話 | 2005.11.29 | 女王様の靴     |
| 第32話 | 2005.11.16 | 歩き出した人形 |        | 2005.11.23 | 休止           | 第41話 | 2005.11.30 | 思い出の箱     |
| 第33話 | 2005.11.17 | 愛の選択       | 第37話 | 2005.11.24 | 悲しい女たち   | 第42話 | 2005.12.1  | 悲しい破局     |
| 第34話 | 2005.11.18 | 現実への扉     | 第38話 | 2005.11.25 | 破壊される教会 | 第43話 | 2005.12.2  | 大河内家の崩壊 |
| 第10週 | 第10週     | 第10週         | 第11週 | 第11週     | 第11週         | 第12週 | 第12週     | 第12週         |
| 回     | 放送日     | サブタイトル   | 回     | 放送日     | サブタイトル   | 回     | 放送日     | サブタイトル   |
| 第44話 | 2005.12.5  | 死なないで…    | 第49話 | 2005.12.12 | 妹のパトロン   | 第54話 | 2005.12.19 | 落とした手紙   |
| 第45話 | 2005.12.6  | 孤独の匂い     | 第50話 | 2005.12.13 | 愛を捨てた男   | 第55話 | 2005.12.20 | 離婚の決心     |
| 第46話 | 2005.12.7  | オーディション | 第51話 | 2005.12.14 | 逮捕の記事     | 第56話 | 2005.12.21 | 出生の真実     |
| 第47話 | 2005.12.8  | 愛を試す毒薬   | 第52話 | 2005.12.15 | 四年後の懺悔   | 第57話 | 2005.12.22 | やさしい嘘     |
| 第48話 | 2005.12.9  | 幻の結婚式     | 第53話 | 2005.12.16 | 捨てられぬ写真 | 第58話 | 2005.12.23 | 結ばれる運命   |
| 最終週 |            |                |        |            |                |        |            |                |
| 回     | 放送日     | サブタイトル   |        |            |                |        |            |                |
| 第59話 | 2005.12.26 | 重い十字架     |        |            |                |        |            |                |
| 第60話 | 2005.12.27 | 教会での別れ   |        |            |                |        |            |                |
| 最終話 | 2005.12.28 | 聖なる調べ     |        |            |                |        |            |                |

## タイトルに関して
1999年度「オール読物推理小説新人賞」に、内容はまったく異なるが、予選通過作品として同名タイトルの小説の題名が掲載されている。
| 東海テレビ制作 昼ドラマ           | 東海テレビ制作 昼ドラマ               | 東海テレビ制作 昼ドラマ                 |
| 前番組                            | 番組名                                | 次番組                                  |
| --------------------------------- | ------------------------------------- | --------------------------------------- |
| 契約結婚 （2005.7.4 - 2005.9.30） | 緋の十字架 （2005.10.3 - 2005.12.28） | 新・風のロンド （2006.1.5 - 2006.3.31） |